# John Anders Bjørkøy
John Anders Bjørkøy (ur. 8 stycznia 1979) – piłkarz norweski grający na pozycji środkowego pomocnika. Od 2009 roku jest piłkarzem klubu Odds BK.

## Kariera klubowa
Karierę piłkarską Bjørkøy rozpoczął w amatorskim klubie Gjelleråsen IF. W 1998 roku przeszedł do Skjetten SK. Na koniec 1998 roku awansował ze Skjetten z trzeciej do drugiej ligi. W 2000 roku odszedł do innego drugoligowca, Raufoss IL, w którym grał do końca 2003 roku. W 2004 roku zawodnik przeszedł do Hønefoss BK. Grał w nim także przez pierwszą połowę 2005 roku.
Latem 2005 Bjørkøy został zawodnikiem pierwszoligowego Fredrikstad FK. Zadebiutował w nim 24 lipca 2005 w zwycięskim 2:1 domowym meczu z Lyn Fotball. W 2006 roku zdobył z Fredrikstad Puchar Norwegii.
W 2008 roku Bjørkøy przeszedł z Fredrikstad do Lillestrøm SK. W nowym zespole po raz pierwszy wystąpił 30 marca 2008 w meczu z Tromsø IL (1:1). W Lillestrøm grał przez półtora roku.
W 2009 roku Bjørkøy odszedł do zespołu Odds BK. Zadebiutował w nim 13 września 2009 w przegranym 2:3 domowym spotkaniu z Lillestrøm.
| Sezon | Klub           | Kraj     | Rozgrywki    | Mecze | Bramki |
| ----- | -------------- | -------- | ------------ | ----- | ------ |
| 1998  | Skjetten SK    | Norwegia | III. liga    | 2     | 0      |
| 1999  | Skjetten SK    | Norwegia | Adeccoligaen | 22    | 0      |
| 2000  | Raufoss IL     | Norwegia | Adeccoligaen | 24    | 3      |
| 2001  | Raufoss IL     | Norwegia | Adeccoligaen | 29    | 9      |
| 2002  | Raufoss IL     | Norwegia | Adeccoligaen | 27    | 7      |
| 2003  | Raufoss IL     | Norwegia | Adeccoligaen | 26    | 4      |
| 2004  | Hønefoss BK    | Norwegia | Adeccoligaen | 27    | 3      |
| 2005  | Hønefoss BK    | Norwegia | Adeccoligaen | 13    | 1      |
| 2005  | Fredrikstad FK | Norwegia | Tippeligaen  | 12    | 1      |
| 2006  | Fredrikstad FK | Norwegia | Tippeligaen  | 26    | 7      |
| 2007  | Fredrikstad FK | Norwegia | Tippeligaen  | 18    | 0      |
| 2008  | Lillestrøm SK  | Norwegia | Tippeligaen  | 25    | 1      |
| 2009  | Lillestrøm SK  | Norwegia | Tippeligaen  | 14    | 0      |
| 2010  | Odds BK        | Norwegia | Tippeligaen  | 4     | 0      |
| 2010  | Odds BK        | Norwegia | Tippeligaen  | 0     | 0      |
| 2011  | Odds BK        | Norwegia | Tippeligaen  |       |        |

## Kariera reprezentacyjna
W reprezentacji Norwegii Bjørkøy zadebiutował 7 lutego 2007 roku w przegranym 1:2 towarzyskim spotkaniu z Chorwacją. W kadrze narodowej od 2007 do 2008 rozegrał 4 mecze.
| Mecze i gole w reprezentacji | Mecze i gole w reprezentacji | Mecze i gole w reprezentacji   | Mecze i gole w reprezentacji | Mecze i gole w reprezentacji | Mecze i gole w reprezentacji | Mecze i gole w reprezentacji |
| #                            | Data                         | Stadion                        | Rywal                        | Wynik                        | Gol                          | Rozgrywki                    |
| 2007                         | 2007                         | 2007                           | 2007                         | 2007                         | 2007                         | 2007                         |
| ---------------------------- | ---------------------------- | ------------------------------ | ---------------------------- | ---------------------------- | ---------------------------- | ---------------------------- |
| 1.                           | 07.02.2007                   | Rijeka, Chorwacja              | Chorwacja                    | 1:2                          | 0                            | towarzyski                   |
| 2.                           | 22.08.2007                   | Oslo, Norwegia                 | Argentyna                    | 2:1                          | 0                            | towarzyski                   |
| 3.                           | 17.10.2007                   | Sarajewo, Bośnia i Hercegowina | Bośnia i Hercegowina         | 2:0                          | 0                            | el. ME 2008                  |
| 2008                         |                              |                                |                              |                              |                              |                              |
| 4.                           | 06.02.2008                   | Wrexham, Walia                 | Walia                        | 0:3                          | 0                            | towarzyski                   |